# Ưu thế ngọn

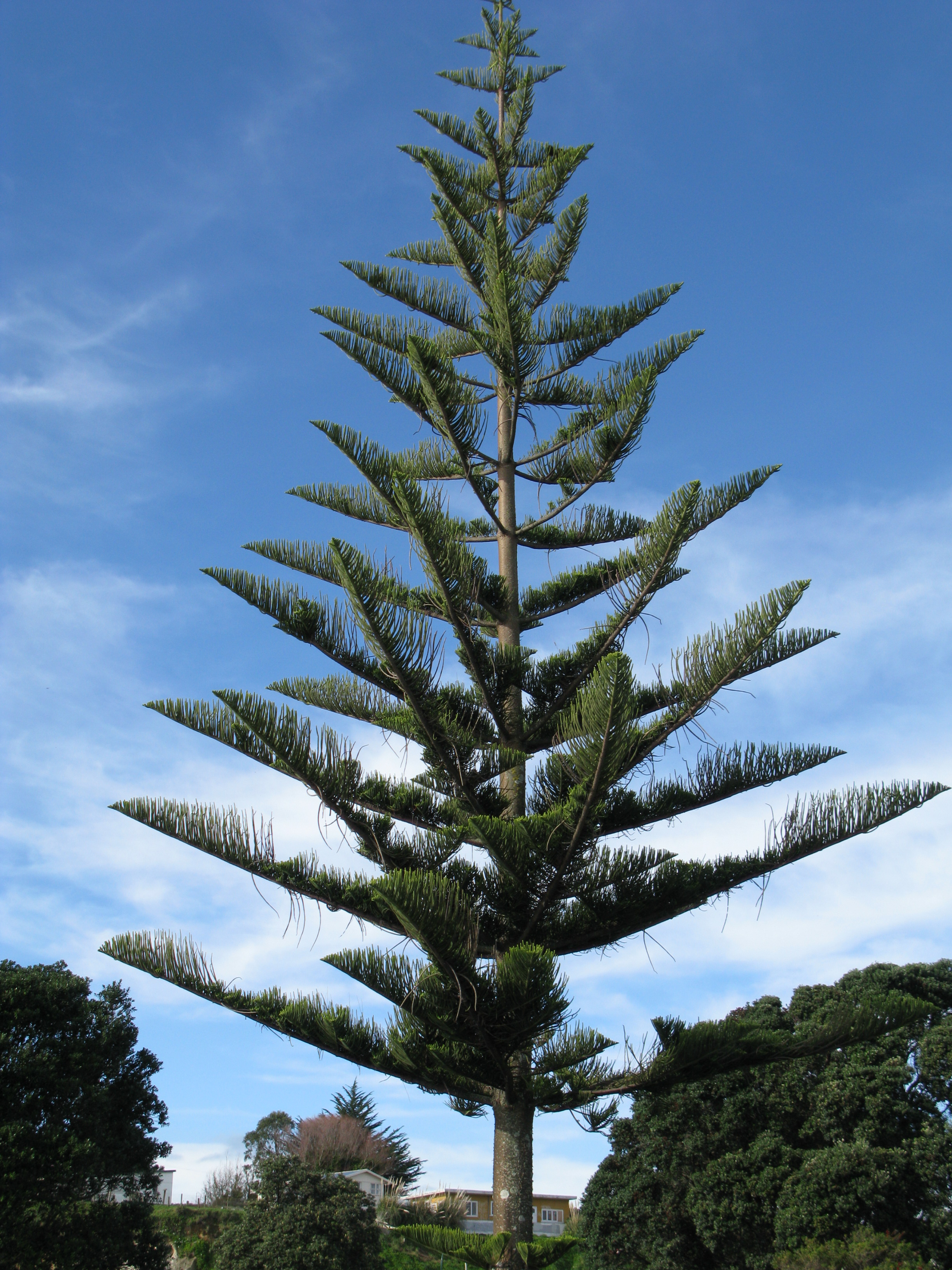
Nhiều loài cây lá kim cho thấy ưu thế ngọn đặc biệt mạnh mẽ, một trong số đó là họ Bách tán Araucariaceae với một thân cây trung tâm thẳng đứng duy nhất có phân nhánh ngang rõ rệt. Cành giâm của loài trong họ Araucariaceae lấy từ một cành bên sẽ không phát triển thành thân thẳng đứng. Cây trong hình là loài Bách tán Araucaria heterophylla, New Zealand

Trong thực vật học, ưu thế ngọn hay ưu thế đỉnh (tiếng Anhː apical dominance) là hiện tượng thân chính, thân trung tâm của cây phát triển mạnh mẽ hơn các cành bên khác và trên một cành, thân chính của cành cũng phát triển trội hơn các cành bên của chính cành đó.
Sinh lý học thực vật giải thích ưu thế ngọn là sự kiểm soát được thực hiện bởi chồi ngọn (với mô phân sinh ngọn) đối với sự phát triển của chồi bên.

## Tổng quan

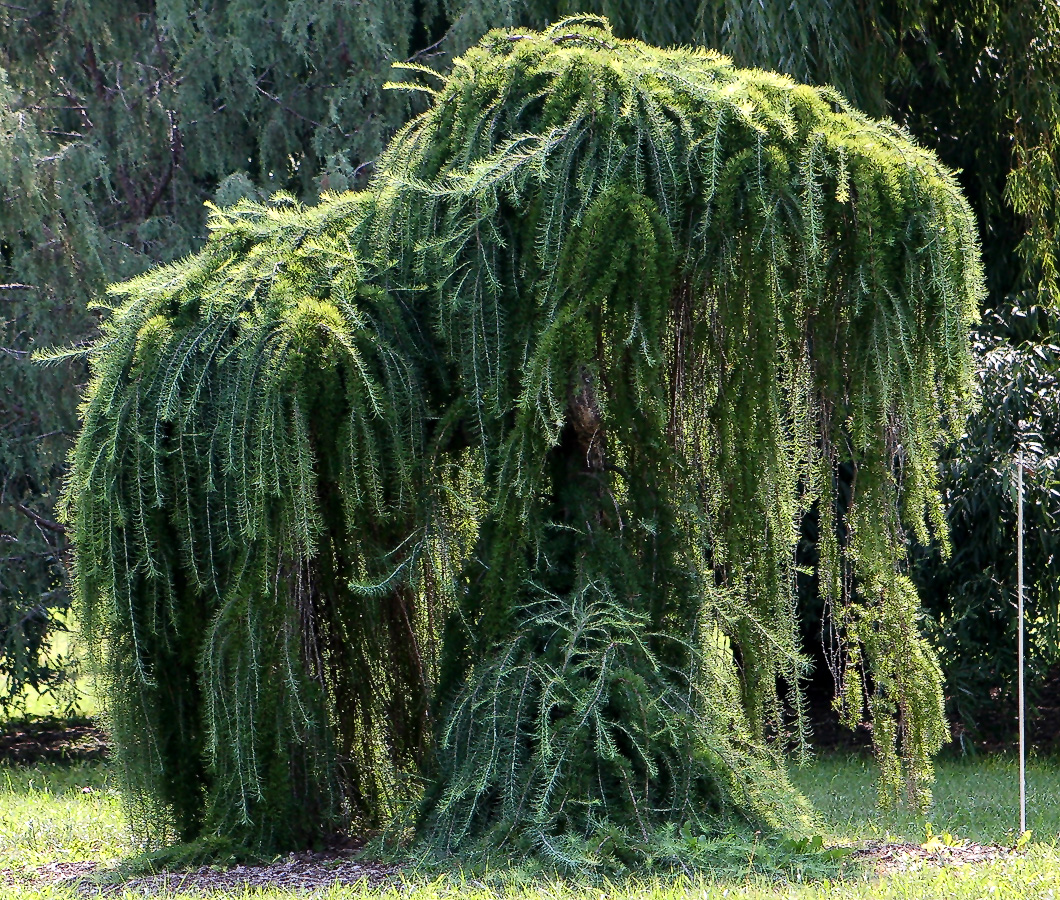
Hình thái cây Thông rụng lá (Larix sp.) cho thấy đặc điểm sinh trưởng thiếu ưu thế ngọn, chồi bên phát triển nhiều

Ưu thế ngọn xảy ra khi chồi ngọn ức chế sự phát triển của chồi bên, do đó cây sẽ phát triển theo chiều thẳng đứng. Vai trò của ưu thế ngọn là giúp cây tập trung năng lượng để phát triển hướng lên trên để nhận được nhiều ánh sáng phục vụ cho quang hợp. Nếu cây sử dụng năng lượng có sẵn để phát triển theo phương thẳng đứng, nó có thể cạnh tranh với những cây khác ở gần đó. Những cây có khả năng cạnh tranh mạnh hơn cây lân cận sẽ có khả năng sống sót cao hơn. Do đó, ưu thế ngọn rất có thể là sự thích nghi phù hợp với môi trường.
Thông thường, phần cuối của chồi ngọn là nơi chứa mô phân sinh ngọn, đây là nơi chồi phát triển. Chồi ngọn sản sinh ra một loại hormone thực vật là auxin, có tác dụng ức chế sự phát triển của các chồi bên trên thân cây. Auxin chủ yếu được sản xuất ở chồi ngọn đang phát triển và được vận chuyển khắp cây qua mạch rây và khuếch tán vào các chồi bên ngăn cản sự kéo dài. Khả năng điều chỉnh ưu thế ngọn của auxin được phát hiện lần đầu tiên vào năm 1934.
Khi chồi ngọn bị loại bỏ, nồng độ auxin thấp hơn sẽ cho phép các chồi bên phát triển và tạo ra các chồi mới, các chồi này sẽ cạnh tranh để trở thành chồi chính. Khi có hiện tượng chồi bên phát triển nhanh như chồi ngọn thì được gọi là đồng ưu thế (codominance). 

## Loại bỏ ưu thế ngọn
Các nhà sinh lý học thực vật đã xác định bốn giai đoạn khác nhau mà cây trải qua sau khi chồi ngọn bị cắt bỏ. Bốn giai đoạn có tên như sau:
1. Hình thành chồi bên.
2. Chồi bên bị ưu thế ngọn ức chế.
3. Chồi bên bắt đầu phát triển sau khi mất chồi ngọn.
4. Chồi bên kéo dài và phát triển thành một nhánh.

Các giai đoạn này cũng có thể được xác định bởi các hormone thực vật như sau: Giai đoạn 1, nồng độ cytokinin được gia tăng khiến chồi bên hình thành vì cytokinin đóng vai trò trong phân chia tế bào; Giai đoạn 2, dưới ảnh hưởng của chồi ngọn, auxin được tạo thành dẫn đến ưu thế ngọn, ưu thế này ức chế chồi bên; Giai đoạn III, chồi ngọn bị loại bỏ, cytokinin được ưu thế hơn auxin dẫn đến sự phát triển của chồi bên; Giai đoạn IV, auxin bị giảm và axit gibberellic ưu thế dẫn đến sự phân chia tế bào, cho phép chồi bên tiếp tục phát triển ra bên ngoài thành nhánh, cành cây.
Nói một cách đơn giản hơn, sự hình thành chồi bên bị ức chế bởi mô phân sinh đỉnh chồi (shoot apical meristem - SAM). Chồi bên nguyên thủy (nơi chồi bên phát triển) nằm bên dưới SAM. Đầu chồi mọc ra từ SAM ức chế sự phát triển của chồi bên bằng auxin. Khi chồi ngọn bị cắt, chồi bên bắt đầu dài ra nhờ sự giải phóng cytokinin. Khi ưu thế ngọn đã được loại bỏ khỏi cây, sự kéo dài và tăng trưởng bên được thúc đẩy và các chồi bên phát triển thành các nhánh mới. Lúc này sự hình thành chồi bên ngăn cản cây phát triển cao lên trên, cây đang trải qua giai đoạn ưu thế bên (lateral dominance). Thông thường, giai đoạn ưu thế bên có thể được kích hoạt bằng cách cắt bỏ SAM hoặc giảm nồng độ auxin trong mô thực vật một cách nhân tạo.

## Ứng dụng

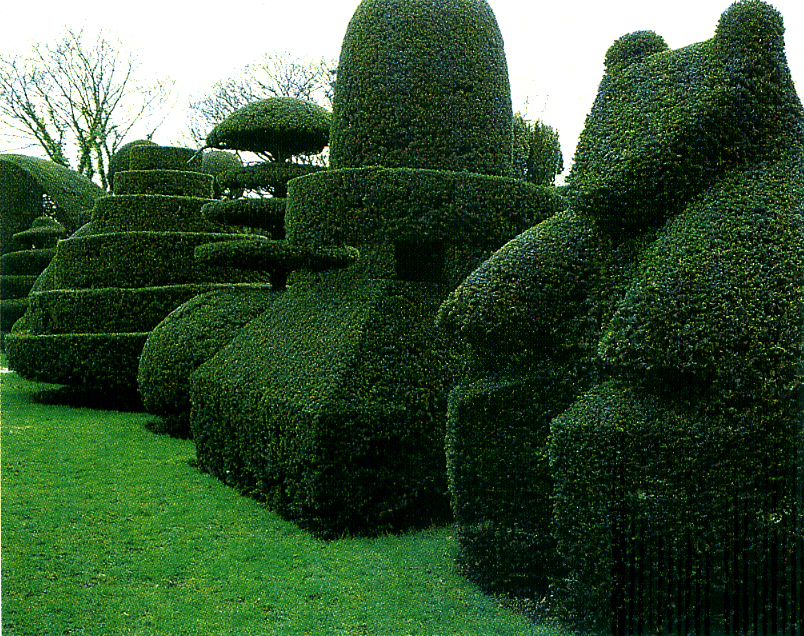
Khi mô phân sinh ngọn (chồi ngọn) liên tục bị loại bỏ, hình dạng của cây hoặc cây bụi bị thay đổi đáng kể vì các cành mới hơn, không bị ức chế bởi ưu thế ngọn sẽ mọc hàng loạt ở hầu hết mọi nơi trên thân cây.
Hình ảnh: Vườn cây cảnh trong dinh thự Beckley Park, Vương quốc Anh

Khi chồi ngọn bị loại bỏ, nồng độ auxin thấp hơn sẽ cho phép các chồi bên phát triển và tạo ra các chồi mới, cạnh tranh để trở thành chồi chính. Các kỹ thuật cắt tỉa như cắt cành và cắt ngọn tận dụng phản ứng tự nhiên này để hạn chế sự phát triển trực tiếp của cây và tạo ra hình dạng, kích thước và/hoặc mức năng suất mong muốn cho cây. Nguyên tắc ưu thế ngọn được sử dụng để tạo ra giàn cây, bờ giậu hoặc các tác phẩm điêu khắc nghệ thuật gọi là nghệ thuật tạo hình cây cảnh (topiary). Nếu SAM bị loại bỏ, nó sẽ kích thích sự tăng trưởng theo hướng bên. Bằng cách cắt tỉa cẩn thận, có thể tạo ra những thiết kế hoặc hoa văn nghệ thuật.
Một số cây ăn quả có ưu thế ngọn mạnh và cây non có thể trở nên cao "lêu nghêu" với sự phát triển kém của cành bên. Trong trường hợp này, ưu thế ngọn cần được giảm bớt bằng cách cắt bỏ, như vậy sẽ cắt dòng auxin ức chế các chồi bên mà người ta muốn kích thích. Người làm vườn thường thực hiện việc này đối với cây non.
Ưu thế ngọn cũng có lợi, như ở cây Táo tây "Ballerina". Những cây này được trồng trong các khu vườn nhỏ, và ưu thế ngọn mạnh mẽ của chúng kết hợp với gốc ghép lùn tạo nên một cây hẹp nhỏ gọn với các nhánh bên rất ngắn mang quả.